# Мангані-везувіан
Мангані-везувіан — рідкісний мінерал з формулою Ca19Mn3+(Al,Mn3+,Fe3+)10(Mg,Mn2+)2(Si2O7)4(SiO4)10O(OH)9. Мінерал має червоний або майже чорний колір. Виявлений у Південній Африці та описаний у 2002 році, був названий через переважний вміст мангану в його складі та його зв'язок з везувіаном.

## Прояви і утворення
Кристали мангані-везувіану утворюються у вигляді довгих призм до 1,5 см (0,59 дюйм). Дрібні кристали прозорі від червоного до бузкового кольору; великі кристали непрозорі і майже чорного кольору з темно-червоними внутрішніми відблисками. Сильнозональні кристали менше 0,2 мм (0,0079 дюйм) за розмірами складають породоутворюючі мангані-везувіани.
Станом на  2012, мангані-везувіан був знайдений у двох локаціях у Південній Африці. Він утворюється при температурах від 250 до 400 °C (482 до 752 °F) шляхом гідротермальної зміни осадових і метаморфічних марганцевих руд. Кристалізація відбувається у зміщувачах розломів і лінзоподібних тілах в рудному шарі або шляхом заповнення жил і прожилків. Мангані-везувіан був знайдений в асоціації з кальцитом, бідним на манган гросуляром, гідрогросуляром-генритермієритом, моцартитом, серандитом-пектолітом, стронціоп'ємонтитом-тведдилітом і ксонотлітом.
Мангані-везувіан входить до групи везувіану і є мангановим аналогом везувіану.

## Історія
У 1883 році Арнольд фон Ласо зробив перший детальний опис везувіану, що містить до 3,2 мас.% MnO, з Нижньої Сілезії в Польщі. Дослідження в 1980-х і 1990-х роках виявили, що група везувіанів є більш складною, ніж передбачалося раніше, що зумовило необхідність визначення нових мінералів. У 2000 році було знайдено везувіан, що містить до 14,3 мас.% MnO з марганцевих родовищ Калахарі в Північнокапській провінції, Південна Африка. Власне мангані-везувіан був виявлений у копальнях «Вессельс» і «Н'Чванінг» манганових родовищ Калахарі і описаний у 2002 році в журналі Mineralogical Magazine. Названий мангані-везувіаном за значний вміст мангану в його складі і спорідненість з везувіаном. Мінерал і назва були затверджені Комісією з нових мінералів і назв мінералів (IMA 2000-40). Типовий зразок з копальні «Н'Чванінг II» зберігається в Музеї природознавства Берна в Швейцарії.